# Krisztus feltámadott
A Krisztus feltámadott húsvéti ének. Dallama a kéziratos Kájoni-kódexben maradt fenn. Szövegét Sík Sándor írta.

## Kotta és dallam
Krisztus feltámadott!

Halljátok meg, asszonyok,

kik kenetet hoztatok,

többé már ne sírjatok!

Feltámadt Krisztus!

## Felvételek
- SZVU 88 Krisztus feltámadott. YouTube (2011. május 15.)  (Hozzáférés: 2017. február 2.) (audió)
- Krisztus feltámadott from Florián. YouTube (2016. április 13.)  (Hozzáférés: 2017. február 2.) (videó)
- Ho. 88 - Krisztus feltámadott! Halljátok meg... YouTube (2016. május 24.)  (Hozzáférés: 2017. február 2.) (videó) orgona